# 8531 Mineosaito
8531 Mineosaito este un asteroid din centura principală de asteroizi.

## Descriere
8531 Mineosaito este un asteroid din centura principală de asteroizi. A fost descoperit pe 16 noiembrie 1992 la Kitami de Kin Endate și Kazuro Watanabe. Asteroidul prezintă o orbită caracterizată de o semiaxă mare de 2,63 ua, o excentricitate de 0,12 și o înclinație de 3,3° în raport cu ecliptica.